# Ковцур Юрій Віталійович
Юрій Віталійович Ковцур — український військовослужбовець, полковник Збройних Сил України, учасник російсько-української війни.

## Життєпис
У 2001 році закінчив Прикарпатський військово-спортивний ліцей.
у 2005 році закінчив Військовий інститут танкових військ Національного технічного університету «Харківський політехнічний інститут».
З 2018 року — командир 22-го окремого мотопіхотного батальйону 92-ої окремої механізованої бригади.
Станом на січень 2024 року — командир 32-ї окремої механізованої бригади.

## Нагороди
- орден Богдана Хмельницького III ступеня (6 квітня 2022) — за особисту мужність і самовіддані дії, виявлені у захисті державного суверенітету та територіальної цілісності України, вірність військовій присязі[2];
- Грамота Верховної Ради України[3].